# Văn Khương
Văn Khương (chữ Hán: 文姜; ? - 673 TCN), còn gọi là Tề Văn Khương (齊文姜), là một công chúa của nước Tề thời Xuân Thu và là phu nhân của Lỗ Hoàn công, mẹ của Lỗ Trang công, các vị quân chủ của nước Lỗ trong lịch sử Trung Quốc.
Văn Khương cùng chị gái Tuyên Khương đều nổi tiếng có nhan sắc xinh đẹp đương thời. Việc loạn luân với người anh khác mẹ là Tề Tương công của Văn Khương đã dẫn đến việc Tương công giết chết chồng bà là Lỗ Hoàn công khi sự việc bị phanh phui. Vì sự việc tai tiếng trứ danh một thời này, Văn Khương được đời sau chép vào Nghiệt bế truyện (孽嬖傳) của Liệt nữ truyện.
Với nhan sắc diễm lệ và điển tích trứ danh, Văn Khương được liệt vào một trong Xuân Thu tứ đại mỹ nữ (春秋四大美女) bên cạnh Hạ Cơ, Tức Quy và Tây Thi.

## Thân thế
Là dòng dõi Tề Thái công Khương Tử Nha, họ (Tính; 姓) của bà là "Khương" (姜) và "Văn" (文) là hiệu của bà. Thời Tiên Tần, nữ giới thường không xưng tên, chỉ được ghi lại theo hiệu (thường là thụy hiệu, xưng hiệu hoặc tên nước) cùng họ, ví dụ Tây Thi chính là họ Thi và ở thôn Tây nên gọi như vậy, cũng có Tức Quy chính là họ Quy và gả cho Vua nước Tức nên gọi như vậy.
Theo lý giải của Đông Chu liệt quốc, một tiểu thuyết thời nhà Minh, Văn Khương có mặt hoa, mày liễu, nhan sắc tuyệt vời, lại thêm học hành thông thái, thi phú rất giỏi, nên đương thời người ta thường gọi bà là 「Văn Khương」. Căn cứ Sử ký, bà là con gái của Tề Hy công và là em gái của Tề Tương công và Tề Hoàn công. Tề Tương công, chư Chư Hi, là anh cùng cha khác mẹ với Văn Khương, chỉ lớn hơn bà độ vài tuổi, diện mạo phương phi, ra chiều trang nhã, nhưng phải cái tính đam mê sắc dục. Từ nhỏ đến lớn, Chư Nhi và Văn Khương thường lui tới, gần gũi nhau, do đó trong tình anh em lại có ẩn thêm một mối tình luyến ái. Tề Hy công vốn chiều con không bắt buộc giữ gìn khuôn phép, nên về sau sanh điều tệ hại. Hai người đã lén tư thông với nhau.
Khi Văn Khương đến tuổi gả chồng, vì Tề Hy công muốn giao hảo với nước Lỗ nên hứa hôn Văn Khương với Lỗ Hoàn công. Trước đó, Tề Hy công có ý định để Văn Khương kết hôn với Thái tử nước Trịnh là Thái tử Hốt, Thái tử từ chối nói:「"Mỗi người đều có phối ngẫu của riêng mình. Tề Quốc là nước lớn, không thể là phối ngẫu của ta"」. Về sau bộ lạc Bắc Nhung xâm lấn nước Tề, nước Tề cầu viện nước Trịnh, Thái tử Hốt đem binh giải vây. Tề Hy công nhắc lại chuyện này, Thái tử vẫn từ chối, bảo:「"Trước kia không giúp nước Tề, ta cũng chưa dám cưới con gái Tề hầu. Hôm nay phụng mệnh của cha mà tới giải cứu nước Tề đang nguy khốn, lại nhân đó mà cưới vợ về, há chẳng phải dùng sức quân Trịnh để giải quyết chuyện cưới vợ của riêng ta ư? Bá tánh của nước Trịnh sẽ nghĩ ta như thế nào?"」. Liền từ biệt mà đi.
Năm Tề Hy công thứ 22 (709 TCN), cũng rơi vào năm thứ 3 thời Lỗ Hoàn công trị vì, chính Lỗ Hoàn công sai Công tử Huy sang nước Tề đón Văn Khương về, Văn Khương do đó trở thành Phu nhân. Tề Hy công đích thân đưa tiễn bà đến đất Khoan, và Lỗ Hoàn công cũng đến đất Khoan đón vợ. Năm Lỗ Hoàn công thứ 6 (706 TCN), Văn Khương sinh ra một người con trai, người con này có ngày sinh trùng với cha, do đó được đặt tên là Cơ Đồng (姬同). Vì là Đích trưởng tử, Cơ Đồng được lập làm Thái tử của nước Lỗ. Về sau, bà lại sinh thêm Công tử Hữu.

## Làm loạn nước Lỗ
Năm Lỗ Hoàn công thứ 18 (694 TCN), Văn Khương cùng chồng về thăm nước Tề. Trước đó, hai nước đã có xung đột, vì Lỗ Hoàn công lại ủng hộ nước Kỷ, quốc gia vốn có tư thù với nước Tề. Khi xưa, tổ tiên nước Kỷ gièm pha hại chết tổ 9 đời của Văn Khương là Tề Ai công. Hai nước giảng hòa, hai Vua anh vợ em rể là Tề Tương công và Lỗ Hoàn công lại gặp nhau ở đất Lạc. Văn Khương gặp lại anh Tề Tương công, nảy sinh tình cảm như cũ nên lại tư thông với nhau. Lỗ Hoàn công biết chuyện rất giận, trách mắng Văn Khương và nói rằng Thái tử Đồng không phải con mình mà là con Tề Tương công.
Văn Khương nói lại với Tề Tương công. Nhà vua xấu hổ, tính chuyện giết Lỗ Hoàn công, bèn mời Lỗ Hoàn công đến dự tiệc, chuốc cho Hoàn công uống say. Sau đó, Tương công sai Công tử Bành Sinh (公子彭生) đưa Lỗ Hoàn công ra xe và dặn giết Hoàn công. Bành Sinh bế vua Lỗ lên xe, nhân đó bóp gãy xương sườn giết chết Lỗ Hoàn công. Khi xe vua Lỗ về đến nước, mọi người thấy Hoàn công đã chết, người nước Lỗ trách nước Tề, nói rằng:「"Vua nước tôi luôn kính uy danh Vua nước ngài, không dám an cư, luôn chu toàn về lễ nghi. Nay lễ nghi đã vẹn mà Vua nước tôi bỏ mình, lại không có chỗ nào kêu oan được. Nay thỉnh xin Bành Sinh, đưa hắn về để thanh trừng gièm pha trong các chư hầu"」. Khi đó, Tề Tương công bèn quy tội cho Bành Sinh, ra lệnh giết Bành Sinh để xin lỗi nước Lỗ.
Con trai Văn Khương và Lỗ Hoàn công là Thái tử Cơ Đồng lúc đó 13 tuổi lên nối ngôi, tức là Lỗ Trang công. Chồng chết, trở thành góa phụ, thế là Văn Khương công khai đi lại tư thông với anh ruột Tề Tương công, không thèm về nước Lỗ nữa. Để hai nhà thêm thân, Văn Khương bắt Lỗ Trang công lấy con gái Tương công, đó là Ai Khương. Vì Ai Khương còn nhỏ, Lỗ Trang công bị muộn con, Văn Khương lại ép Trang công lấy cả em gái Ai Khương là Thúc Khương (叔姜).
Năm thứ 12 (686 TCN), Tề Tương công bị hai tướng Liên Xưng (連稱) và Quản Chí Phủ (管至父) làm binh biến giết chết. Dẫu vậy, Văn Khương vẫn lưu lại nước Lỗ, xa xa chỉ huy Lỗ Trang công điều hình chính sự. Không rõ bà qua đời khi nào, nhưng vào tháng giêng đầu năm Lỗ Trang công thứ 22 (672 TCN) có ghi lại việc ["Táng Tiểu quân Văn Khương nước tôi"; 葬我小君文姜], do đó ước chừng bà qua đời vào năm trước.
Ngoài Trang công, Văn Khương và Hoàn công còn có hai người con trai khác tên là Cơ Thúc Nha (姬叔牙) và Cơ Quý Hữu. Lỗ Hoàn công cũng có một người con trai lớn tuổi hơn tên là Khánh Phụ (慶父) với một thê thiếp. Khánh Phụ, Thúc Nha và Quý Hữu là những người sáng lập ra ba gia tộc hùng mạnh mà sau này nằm quyền kiểm soát nước Lỗ. Họ được gọi là Tam Hoàn (三桓) do đều là hậu duệ của Hoàn công. Gia tộc của Quý Hữu, được gọi là Quý Tôn thị (季孙氏), cuối cùng đã lập ra nước Phí (費国).

## Đông Chu liệt quốc
Chuyện tình loạn luân giữa Văn Khương và Tề Tương công bị tác giả Phùng Mộng Long lên án trong tác phẩm tiểu thuyết nổi tiếng Đông Chu liệt quốc. Đặc biệt, hình ảnh Văn Khương được mô tả rất dâm dật. Tác giả quy trách nhiệm của việc anh em Văn Khương loạn luân là do Tề Hy công dạy con không nghiêm.
Sau cái chết của Lỗ Hoàn công, nước Lỗ ở vào tình thế khó trong quan hệ với nước Tề lớn mạnh và đang bị chèn ép. Đại phu nước Lỗ đã tham mưu cho vua con Lỗ Trang công cách xử lý vụ việc rất tài tình, khéo léo để giải quyết việc vua nước Lỗ bị chết ở nước ngoài một cách không minh bạch, để giữ thể diện cho nước Lỗ nhỏ bé trong quan hệ với nước Tề lớn mạnh, và trong chừng mực bớt đi cái xấu do chính phu nhân Văn Khương gây ra. Cũng trong sách này, sau khi Tề Tương công qua đời, bà sang nước Cử và tiếp tục tư thông với thầy thuốc nước Cử.